# Люсі Мод Монтгомері
Люсі-Мод Монтгомері (англ. Lucy Maud Montgomery; 30 листопада 1874 — 24 квітня 1942) — канадська письменниця і поетеса, авторка 23 романів, 530 оповідань і понад 500 віршів; її надруковані щоденники нараховують понад 5000 сторінок. Найвідоміший її твір про рудоволосу дівчинку з нелегкою долею «Енн із Зелених Дахів» (1908), став бестселером і тільки за перші 5 років був перевиданий 32 рази. Вважається, що саме він надихнув Астрід Ліндґрен на написання низки книжок «Пеппі Довгапанчоха».
В 1935 році письменниці надано почесне звання офіцерки Ордена Британської імперії. Її твори були визнані культурною спадщиною Канади.

## Біографія
Люсі Монтгомері походить з Острова Принца Едварда. Друзі звали її Мод — з англ. Maud. Її мати померла від туберкульозу, коли Люсі ще не було двох років. Після смерті матері Люсі-Мод Монтгомері проживала з дідусем та бабусею в містечку Кавендіш (англ. Cavendish). Закінчивши народну школу, вчилася в Коледжі Принца Вельського (англ. Prince of Wales College) у Шарлоттауні, а відтак в Університеті Далхаузі (англ. Dalhousie University) в Галіфаксі, Нова Шотландія.
Після закінчення університету працює вчителькою, займається журналістикою. У 1908 році публікує свою першу і найвідомішу книжку «Енн із Зелених Дахів» (англ. Anne of Green Gables) — роман про пригоди дівчинки Енн Ширлі (англ. Anne Shirley), яка залишилася без батьків і яку згодом удочерила селянська родина, що мешкала на хуторі «Зелені Дахи». Доля Енн багато в чому збігається із долею самої Монтгомері. Прототипом для створення персонажки була американська натурниця та акторка Евелін Несбіт, фотокартку якої Люсі-Мод Монтгомері повісила на стіну у своїй кімнаті.
Після смерті дідуся та бабусі письменниця одружується із пресвітеріанським проповідником Ювеном Макдональдом (англ. Ewan Macdonald) і вони виховують трьох синів.

## Романи Люсі Мод Монтгомері
- 1908 — Anne of Green Gables (укр. «Енн із Зелених Дахів», 2012, видавництво «Урбіно»)
- 1909 — Anne of Avonlea (sequel to Anne of Green Gables) (укр. «Енн із Ейвонлі», 2013, видавництво «Урбіно»)
- 1910 — Kilmeny of the Orchard
- 1911 — The Story Girl
- 1913 — The Golden Road (sequel to The Story Girl)
- 1915 — Anne of the Island (sequel to Anne of Avonlea) («Енн із Острова Принца Едварда», 2013, видавництво «Урбіно»)
- 1917 — Anne's House of Dreams (sequel to Anne of Windy Poplars) («Енн у Домі Мрії», 2014, видавництво «Урбіно»)
- 1919 — Rainbow Valley (sequel to Anne of Ingleside) («Діти з Долини Райдуг», 2015, видавництво «Урбіно»)
- 1921 — Rilla of Ingleside (sequel to Rainbow Valley) («Рілла з Інглсайду», видавництво «Урбіно»)
- 1923 — Emily of New Moon («Емілі з Місячного серпа», 2012, видавництво «Свічадо»)
- 1925 — Emily Climbs (sequel to Emily of New Moon) («Емілі виростає», 2014, видавництво «Свічадо»)
- 1926 — The Blue Castle («Блакитний замок», 2025, видавництво «Ще одну сторінку»)
- 1927 — Emily's Quest (sequel to Emily Climbs)
- 1929 — Magic for Marigold
- 1931 — A Tangled Web («Заплутане павутиння», 2020, видавництво «Знання»)
- 1932 — Pat of Silver Bush («Патриція зі Срібного Гаю», 2018, видавництво «Свічадо»)
- 1935 — Mistress Pat (sequel to Pat of Silver Bush)
- 1936 — Anne of Windy Poplars (sequel to Anne of the Island) («Енн із Шелестких Тополь», 2014, видавництво «Урбіно»)
- 1937 — Jane of Lantern Hill («Джейн з Пагорба Ліхтарів», 2015, видавництво «Свічадо»)
- 1939 — Anne of Ingleside (sequel to Anne's House of Dreams) («Енн із Інглсайду», 2015, видавництво «Урбіно»)

## «Енн» і туристична індустрія
Популярність авторки та персонажів її книг активно використовується туристичною індустрією канадської провінції Острів Принца Едварда. У туристичні маршрути включено відтворений хутір-музей Green Gables, «населений» персонажами роману. У театрах йдуть мюзикли за книгами Монтгомері. Туристам радять відвідати шоколадний магазин, де «колись купувала цукерки сама Люсі Мод» тощо.